# Byers (Kansas)
Byers es una ciudad ubicada en el condado de Pratt en el estado estadounidense de Kansas. En el año 2010 tenía una población de 35 habitantes y una densidad poblacional de 70 personas por km².

## Geografía
Byers se encuentra ubicada en las coordenadas 37°47′16″N 98°52′2″O / 37.78778, -98.86722 (37.787830, -98.867114).

## Demografía
Según la Oficina del Censo en 2000 los ingresos medios por hogar en la localidad eran de $18,125 y los ingresos medios por familia eran $18,125. Los hombres tenían unos ingresos medios de $21,250 frente a los $21,250 para las mujeres. La renta per cápita para la localidad era de $8,461. Alrededor del 36.7% de la población estaban por debajo del umbral de pobreza.